# Digital Command Control
 For alternative betydninger, se DCC.
Digital Command Control (DCC) er en system til digitalt at styre en modeljernbanes lokomotiver, signaler og sporskifter. Lokomotiverne styres uafhængigt af hinanden, selv om de kører på samme elektriske kreds i sporet.

## Virkemåde
Hvert lokomotiv er udstyret med en DCC decoder Arkiveret 28. april 2024 hos  Wayback Machine, som modtager datasignaler via sporet fra en central Command station Arkiveret 28. april 2024 hos  Wayback Machine. Den enkelte DCC dekoder har en unik adresse, som indeholdes i datapakker beregnet til dekoderen, genereret af Command Station og forstærket i boosteren Arkiveret 28. april 2024 hos  Wayback Machine. Boosterens opgave er at sende datasignaler til dekoderne og føde dem med elektricitet.
Personerne som kører tog på modeljernbanen styrer så de enkelte tog via hver deres "kontrolpind"/tastaturkode og når lokomotivets DCC dekoder modtager signal via datapakker, ændrer den f.eks. togets hastighed og køreretning ved at styre elektromotoren. Togets lys, lyd og andet kan også styres via DCC. 
En DCC dekoder kan f.eks. også styre sporskifter, signaler og andet, som det er nyttigt at kunne styre.
Resultatet af DCC systemet er, at en masse ledninger kan undværes eller gøres meget korte.
Der er mange som har lavet egne DCC dekodere, command station og boostere.

De sidste tilføjelser til DCC systemets protokoller, giver også mulighed for, at de enkelte DCC dekodere (f.eks. lokomotiverne) kan sende beskeder tilbage til Command stationen. Lenz kalder dette RailComm. Det er dokumenteret i S-9.3.2.

Lenz har også lavet DCC dekodere med USP, der kan styre lokomotiverne sikkert, selvom sporene er snavsede og dermed giver løse forbindelser.
 
Formentlig er der "blot" tale om en mikro-UPS-funktion til selve dekoderen.

## DCC og andre systemer
Der er mange andre systemer som f.eks. Selectrix – og det proprietære Märklin-Motorola system, som kun anvendes i tog produceret af Märklin. DCC er det mest udbredte system, grunden er at det er accepteret som system af firmaer i både Nordamerika og Europa. DCC blev oprindelig udviklet af det tyske firma Lenz Elektronik (kort Lenz), som besluttede af gøre deres system til en åben standard. Som et resultat af det, blev DCC adopteret som standard af National Model Railroad Association og i NEM standard.

## DCC producenter
- Atlas Arkiveret 24. februar 2018 hos  Wayback Machine
- Bachmann Arkiveret 6. november 2008 hos  Wayback Machine
- CVP Products (EasyDCC) Arkiveret 3. marts 2016 hos  Wayback Machine
- Digitrax Arkiveret 5. marts 2016 hos  Wayback Machine
- ESU-Electronic Solutions Ulm Arkiveret 1. august 2012 hos  Wayback Machine
- Hornby Arkiveret 15. august 2020 hos  Wayback Machine
- JMRI Arkiveret 24. august 2018 hos  Wayback Machine
- Lenz Arkiveret 10. maj 2018 hos  Wayback Machine
- Littfinski Daten Technik (LDT) Arkiveret 26. oktober 2020 hos  Wayback Machine
- Massoth Arkiveret 23. juni 2006 hos  Wayback Machine
- Model Rectifier Corp. Arkiveret 2. maj 2006 hos  Wayback Machine
- NCE Corporation Arkiveret 15. september 2016 hos  Wayback Machine
- Uhlenbrock Elektronik GmbH Arkiveret 18. september 2016 hos  Wayback Machine
- Viessmann Modellspielwaren GmbH Arkiveret 31. oktober 2020 hos  Wayback Machine
- Zimo Arkiveret 22. oktober 2020 hos  Wayback Machine
- Train Control Systems (TCS} Arkiveret 4. marts 2016 hos  Wayback Machine
- ZTC Controls (ZTC) Arkiveret 11. juli 2010 hos  Wayback Machine